# ألين أبوت يونغ
ألين أبوت يونغ (بالإنجليزية: Allyn Abbott Young)‏ هو إحصائي واقتصادي أمريكي، ولد في 19 سبتمبر 1876 في كنتن في الولايات المتحدة، وتوفي في 7 مارس 1929 في لندن في المملكة المتحدة.